# Canale Arnò
Il canale Arnò (o canale Alto Mantovano) è una via d'acqua sorta nel 1930, frutto di una derivazione delle acque dal lago d'Idro del fiume Chiese, che scorre nella provincia di Brescia, tramite la Roggia Lonata e la provincia di Mantova.
È stato essenzialmente costruito a scopo irriguo dei territori che attraversa: Lonato del Garda, Castiglione delle Stiviere, Solferino, Cavriana. La gestione e manutenzione del canale è affidata al Consorzio di bonifica Garda Chiese.